# 53 квартал
 53 квартал  — опустевший посёлок в Звениговском районе Республики Марий Эл. Входит в состав Кокшайского сельского поселения.

## География
Находится в южной части республики Марий Эл на расстоянии приблизительно 30 км по прямой на север-северо-запад от районного центра города Звенигово.

## История
Посёлок существовал в 1930-е годы как кордон с домом лесника. Название дано по номеру квартала Кокшайского лесхоза. С 1939 по 1955 здесь существовала казанская колония №7. В настоящее время от колонии осталось заброшенное и зарастающее лесом кладбище без памятников. После закрытия колонии в 1961 году здесь был построен новый дом лесника, в котором до 1993 года были постоянные жители

## Население
Население не было учтено как в 2002 году, так и в 2010.